# 沃氏副脂䲁
沃氏副脂䲁（學名：Paraclinus walkeri），為輻鰭魚綱䲁形目脂䲁科副脂䲁屬的一個種，被IUCN列為極危保育類動物，物種的名稱是為了紀念加州大學洛杉磯分校的漁業生物學家博伊德·W·沃克（1917-2001），分布於中太平洋東部墨西哥南下加利福尼亞州海域，深度0至10公尺，本魚體長，吻部尖，鼻孔和眼上有分枝的棕櫚狀卷鬚，鰓蓋骨具有平坦的三角形棘，體通常為棕色，身體有5-7條深色橫帶，延伸至背鰭和臀鰭，背鰭後部有一個大的單眼斑，背鰭硬棘30-33枚、背鰭軟條0枚、臀鰭硬棘2枚、臀鰭軟條19-20枚，體長可達5.4公分，棲息在海草生長的淺海床，生活習性不明。